# Adolf Ernst (Schauspieler)

Adolf Ernst, 1893

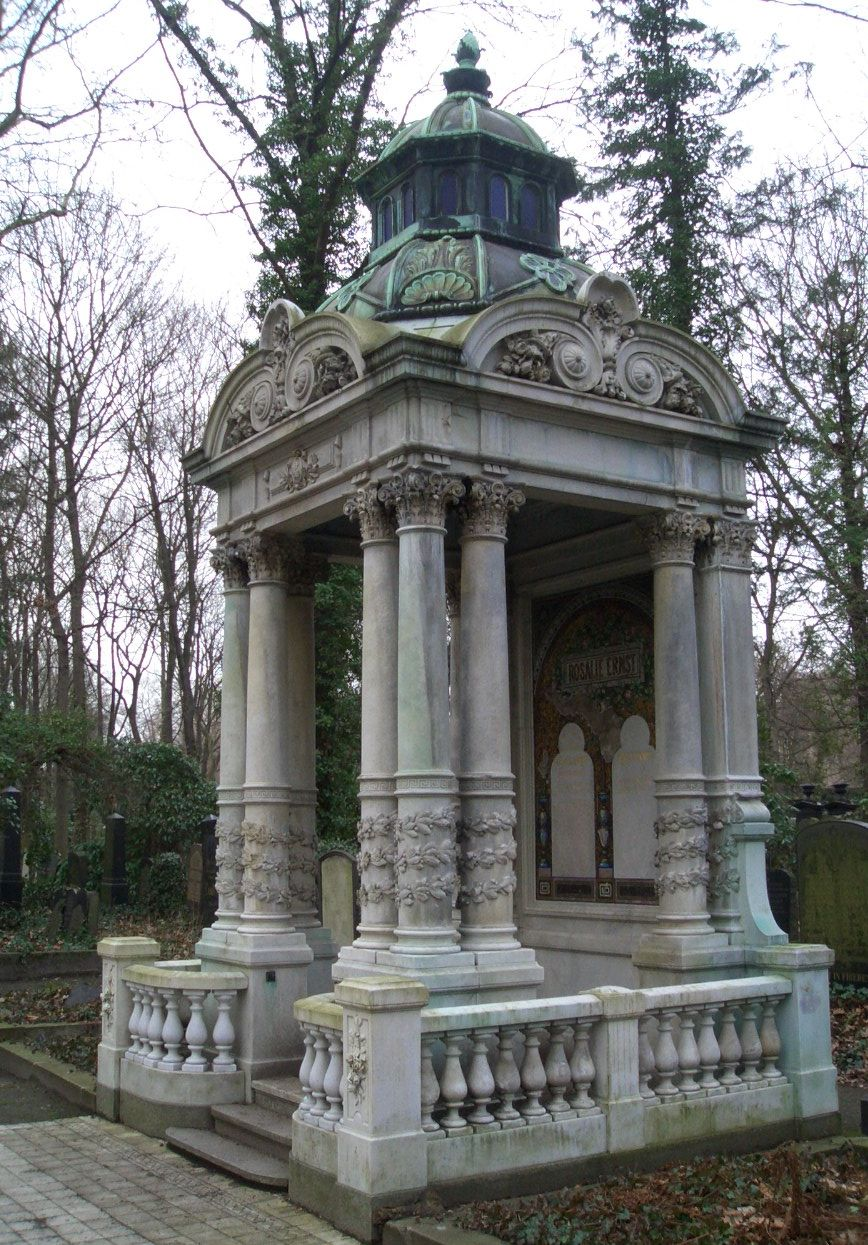
Grabanlage auf dem Jüdischen Friedhof Berlin-Weißensee

Adolf Ernst, Vorname auch in der Schreibweise Adolph, (* 10. Mai 1846 in Breslau; † 10. Mai 1927 in Berlin) war ein deutscher Schauspieler, Regisseur und Theaterleiter.

## Leben und Werk
Adolf Ernst war Sohn eines Maschinenbauers und sollte eigentlich katholischer Priester werden. Im April 1866 hatte er sein Debüt am Stadttheater Breslau, spielte kurz in Görlitz, Breslau, dem damals drittklassigen Königliches Schauspielhaus in Potsdam und am Vorstädtischen Theater in Berlin. Ab 1869 folgten dann bessere Engagements am Stadttheater Würzburg, in Nürnberg und am Stadttheater Königsberg. Es folgten ein Gastauftritt am Victoria-Theater Berlin, eine weitere Provinz-Verpflichtung am Sommertheater Ems und ein Engagement am Hamburger Thalia-Theater. 1872 ging Ernst endgültig nach Berlin. Bis 1875 arbeitete er als Schauspieler und Regisseur am Reunion-Theater, dann wechselte er ans Vorstädtische Theater, wo er als Komiker populär wurde.
1878/79 wurde Adolf Ernst Direktor des 1867 erbauten Luisenstädtischen Theaters in der Dresdener Straße 72 (Berlin-Kreuzberg). 1880 übernahm er das in einem 1865 erbauten Saal in der Alten Jakobstraße 30–32 am heutigen Waldeckpark beheimatete ehemalige Reunion-Theater und benannte es in Central-Theater um. An beiden Theatern spielte Ernst recht erfolgreich Volksstücke, Possen und Parodien. Während Ernst 1883 in Paris und London Ausstattungstheater besuchte, war der Bühnenautor und Schauspieler Heinrich Wilken für ein Jahr Direktor des Central-Theaters. Danach übernahm Ernst wieder die Leitung und spielte nun auch Ausstattungsstücke, mit dem Komiker Guido Thielscher als Star. „Der gänzliche Mangel jeder vernünftigen Handlung wurde durch sehr hübsche und sehr stark dekolletierte Mädchen in Trikots ersetzt.“
1888 kaufte Adolf Ernst das Luisenstädtische Theater und eröffnete es im August als Adolf-Ernst-Theater. Die Auswahl seiner Stücke, die Regie, die Inszenierungen sowie seine Darstellung als Schauspieler erhielten damals höchstes Lob. Aber an die Stelle von harmloser Sozialkritik trat bei den von Ernst gespielten Possen – so die Vossische Zeitung in ihrem Nachruf 1927 rückblickend – „ein fataler Hurra-Patriotismus“ ganz im Stil von Kaiser Wilhelm II. Auf Einladung des Kaisers führte Ernst mit seiner Truppe 1893 das Stück Charleys Tante mit Thielscher in der Titelrolle sogar im Neuen Palais in Sanssouci auf.
Als geschäftstüchtiger Theaterunternehmer konnte sich Ernst bereits im August 1896 finanziell gesichert ins Privatleben zurückziehen. Nur noch gelegentlich trat er in Gastspielen auf. Neben seiner Frau Rosalie Ernst, geborene Abraham (1853–1899), wurde er 1927 auf dem Jüdischen Friedhof Berlin-Weißensee beerdigt. Die renovierte Grabanlage ist heute noch erhalten.